# Francisco Soto de Langa
Francisco Soto de Langa (Langa de Duero, Soria; hacia 1534-Roma, 25 de septiembre de 1619) fue un cantor, compositor y editor musical del Renacimiento español. 

## Biografía
Probablemente fue cantor en la Catedral de El Burgo de Osma, diócesis de su ciudad de origen. Está considerado el primero, o uno de los primeros, castrati empleados en la Capilla Sixtina, donde permaneció desde el 8 de junio de 1562 hasta su jubilación en el 1611, sirviendo también como maestro durante cinco años.
En 1566 trabajó para el Oratorio de S. Felipe Neri, uniéndose formalmente en 1571 a la congregación por éste fundada. A Francisco Soto y Felipe Neri les unió una profunda amistad, componiendo numerosos laudes, género que fue particularmente cultivado en los oratorios de S. Felipe.
Estuvo relacionado con la fundación de la "Compagnia dei musicisti di Roma", a la cual otros cantores papales no querían pertenecer.
En 1575 fue ordenado sacerdote. 
Durante dos años estuvo al servicio de la iglesia de Santiago de los Españoles y desde 1582 hasta su muerte fue miembro de la Confraternità della Resurrezione, con sede justo al lado de S. Giacomo donde fue encargado de organizar las músicas para la celebración del nacimiento de una hija de Felipe III.
Soto fue muy famoso como cantor, y sus actuaciones atrajeron grandes multitudes. Fue elogiado como tal por Pietro della Valle en su Discorso. El recuerdo de Soto en el Oratorio de S. Felipe, donde ejecutaba los laudes espirituales escritos especialmente para su voz por Giovanni Animuccia, permaneció durante mucho tiempo en la memoria de sus contemporáneos.
Sus obras fueron editadas en gran parte por él mismo y se conocen varias antologías suyas, pero es difícil saber con certeza el número de obras que compuso realmente y cuales son verdaderamente suyas.
Murió en Roma el 25 de septiembre de 1619.

## Obras
- 23 laude spirituali
- Il terzo libro delle laudi spirituali [atribuido a Soto]
- Il secondo libro delle laude spirituali [atribuido a Soto]
- Il terzo libro delle laudi spirituali
- Il quarto libro delle laudi
- Il quinto libro delle laudi spirituali